# Décès en 1115
Décès
- 1111
- 1112
- 1113
- 1114
- 1115
- 1116
- 1117
- 1118
- 1119

Cette page dresse une liste de personnalités mortes au cours de l'année 1115 :
- 3 juin : Morand de Cluny, moine clunisien, surnommé l'« apôtre du Sundgau ».
- 24 juillet : Mathilde, aussi appelée comtesse Mathilde ou Mathilde de Canossa et parfois Mathilde de Briey, comtesse de Toscane.
- 1er août : Oleg Sviatoslavitch (prince de Novgorod) de Tchernigov, ennemi de Vladimir II Monomaque.
- 21 ou 22 décembre : Theodoric, cardinal allemand.
- 30 décembre : Thierry II de Lorraine, duc de Lorraine.

- Shin Arahan, moine bouddhiste natif du royaume de Thaton, il fut le conseiller religieux de quatre rois de Pagan, d'Anawrahta à Alaungsithu.
- Benoît de Cornouaille, abbé de Sainte-Croix de Quimperlé.
- Domnall mac Tadg Ua Briain, co-roi de Munster, roi de Dublin et de l'Île de Man.
- Frédéric Ier de Zollern, comte de Zollern.
- Geoffroy d'Amiens, évêque d'Amiens.
- Gerberge de Provence, comtesse de Provence.
- Olaf IV de Norvège, co-roi de Norvège.
- Pierre l'Ermite, ou Pierre L’Hermite, Pierre d’Amiens, Pierre d'Achères, religieux français.
- Tanchelin, prédicateur illuminé.
- Turgot de Durham, archidiacre, prêtre de Durham (en) puis évêque de Saint Andrews.
- Mohammed ben el-Hadj, ancien gouverneur almoravide de Balansiya, Saragosse et Lérida.

## Crédit d'auteurs
- Cet article est partiellement ou en totalité issu de l'article intitulé « 1115 » (voir la liste des auteurs).